# Josep Andreu Domingo
Josep Andreu Domingo (n. el 12 de mayo de 1956 en Montblanch) es un político español, exmiembro de ERC, diputado en las Cortes Generales por Tarragona, alcalde de Montblanch entre 1991 y 2001. En 2016 fue elegido presidente de la Asociación de Municipios por la Independencia.
Es licenciado en Prehistoria e Historia Antigua.
Durante la crisis de la Pandemia de COVID-19 fue criticado por sus vecinos por incumplir las medidas implementadas desde el Ministerio de Sanidad por no llevar mascarilla durante el pleno del ayuntamiento de septiembre del año 2021.